# Servaea vestita
Servaea vestita är en spindelart som först beskrevs av Koch L. 1879.  Servaea vestita ingår i släktet Servaea och familjen hoppspindlar. Inga underarter finns listade i Catalogue of Life.